# Historia ecclesiastica gentis Anglorum
Historia ecclesiastica gentis Anglorum (česky Církevní dějiny národa Anglů) je latinsky psané dílo, jehož autorem je Beda Ctihodný a jež se zabývá ranými anglickými dějinami, a to především z hlediska dějin církve. Dějiny byly zřejmě dokončeny roku 731, kdy bylo Bedovi 60 let.
Dílo se zaměřuje na konflikt mezi praxí římské církve a církevní praxí, která se vyvinula na Britských ostrovech v původně keltském prostředí po odchodu Římanů. Dílo je považováno za jeden z nejdůležitějších původních pramenů pro rané anglické dějiny.

## Charakteristika a obsah
Dílo je rozděleno do pěti knih (po cca 400 stranách) a obsahuje dějiny Anglie, církve a politického vývoje od dob Iulia Caesara až do data, kdy bylo zkompletováno (731). Prvních 21 kapitol popisuje období před příchodem Augustina z Canterbury. V této části Beda využívá starších pramenů – Orosia, sv. Gildy, Prospera z Aquitánie, listů Řehoře Velikého a dalších legend a tradic.
Podkladem pro popis období po roce 596 jsou prameny, které Beda shromažďoval po celé Evropě, a ústní výpovědi, jejichž pravdivost se snažil podrobovat kritickému zhodnocení. Podobně jako jiná dějepisná díla této doby nesplňuje pochopitelně ani Historia moderní historiografické nároky na objektivitu, když zachází stejným způsobem s fakty, legendami a dalšími literárními žánry. Beda například velmi volně nakládá s fiktivními výroky osob, jež nebyly jeho současníky.
Historia má jasný polemický a didaktický účel. Beda nechtěl pouze popsat anglické dějiny, ale také svůj pohled na politické a církevní otázky. V politické oblasti byl obhájcem své rodné Northumbrie a vyzdvihoval její roli při utváření anglických dějin více než úlohu sousední Mercie a popis 7. století, kdy Northumbrie dominovala Anglii, jej zajímal více než století osmé, kdy význam Northumbrie poklesl. Jediná kritická zmínka o Northumbrii se týká smrti krále Ecgfritha v boji s Pikty roku 685, kterou Beda označuje za boží odplatu za northumbrijský útok na Irsko předchozího roku. Ačkoli Beda obvykle straní Northumbrijcům, ještě více je nakloněn keltským misionářům v Irsku, které považoval za schopnější šiřitele křesťanství než jejich anglické protějšky.
Nejdůležitější Bedovou starostí je správné stanovení data slavení Velikonoc. Jedná se o jediný případ, kdy kritizuje svatého Cuthberta a irské misionáře, kteří z Bedova pohledu slavili Velikonoce v nesprávném termínu. Nakonec vyjádřil uspokojení, že irská církev si uvědomila svou chybu a přijala správný termín Velikonoc.
Překlad tohoto Bedova díla do staroangličtiny byl na příkaz Alfréda Velikého zahájen roku 890.

## Česká vydání
- Beda Ctihodný, Církevní dějiny národa Anglů, překlad Jaromír Kincl – Magdaléna Moravová, Praha, Argo 2008, ISBN 978-80-257-0023-5